# Asiatischer Roman
Asiatischer Roman ist ein Begriff des späten 17. und frühen 18. Jahrhunderts für einen Roman, der im asiatischen Raum (weit gefasst umschloss das Reiche wie Zypern, Libyen, Libanon, Babylon, Assyrien, Indien) und vorzugsweise in der entfernteren Vergangenheit spielt, das kann die Zeit der biblischen Großreiche sein oder ein antikes oder frühmittelalterliches Ambiente.

## Begriff und Gattungsaspekte
Der Begriff „Asiatischer Roman“ bürgerte sich nicht in der Germanistik ein. Er findet sich auf Titelblättern und in Romanvorreden, in denen Autoren sich zu ihren (weiteren) Arbeiten äußerten. Johann Leonhard Rost verspricht in der Vorrede zu seinem Schau-Platz der galanten und gelährten Welt (1711) Nachschub auf diese Weise:
[...] welches vielleicht auf was Asiatisches hinaus lauffen dörffte, dann immer bey einerley Schreib-Art zu bleiben, möchte so wohl mir als dem Leser verdrüßlich fallen, über dieses habe auch Nachricht daß meine Bellandra und Atalanta eben deßwegen aufgekauffet worden, weilen sie ausländische Begebenheiten enthalten.
Der Celander (es gibt sicherlich zwei Autoren, die sich dieses Pseudonyms bedienten), der für Die verkehrte Welt (Cölln: P. Marteau nachgelassene Erben, 1718) verantwortlich zeichnet, wählt dieselbe Begrifflichkeit:
[...] Weil auch die Abwechselung einem jeden angenehm, so verspreche mit ersten mit einem Asiatischen Staats-Roman aufzuwarten, damit der hochgeneigte Leser erkennen möge, daß ich nichts mehr suche, als iederzeit mit aller Ehrerbietung zu seyn| Dessen| Den 3. Decembr.| 1717.| ergebenster| CELANDER
Eine zentrale Stellung nahm in diesem Genre Madeleine de Scudéry ein, vielfach imitiert von deutschen Autoren.
Etwas isoliert mit seinen Vermischungen des Komischen und Ernsten doch überaus erfolgreich positionierte sich Anselm von Zieglers mit seiner Asiatischen Banise, oder Das blutig- doch muthige Pegu (1689) im Angebot. Den Stil bestimmten am Ende weit mehr die Titel, die August Bohse alias Talanders schrieb. Ihm eiferten Autoren wie Johann Leonhard Rost, alias Meletaon, im frühen 18. Jahrhundert mit dem größten Erfolg nach.

Leseprobe aus Ormenios Prinzessin Medea (1719). Die Kreterin trifft (alias Cleanthes in Mannskleidern mittlerweile libyscher Soldat) ihren Geliebten als Gegner in der Schlacht wieder und kann sich ihm gerade noch offenbaren.

Der Reiz der asiatischen Romane, von denen in der zweiten Hälfte des 17. und der ersten des 18. um die drei Titel pro Jahr herauskamen, lag in unterschiedlichen Aspekten. Die Handlungen berührten sich erstens mit den Sujets der aktuellen Opern. Die Leser waren so mit einem Repertoire an Szenen und antippbaren Bildern versorgt (mehrere dieser Romane wurden zudem in Opern umgearbeitet, einige enthalten ganze Operntexte, andere sind Opernausarbeitungen).
In den Vordergrund der Produktion kamen immer wieder Heldinnen, die, um sich selbst oder ihre Liebesbeziehungen zu retten, in jungen Jahren von zuhause fliehen mussten. Anders als die Welten anderer Romane, blieben die asiatischen weitgehend ohne eine wirksame interne Öffentlichkeit. Es gab hier keine Zeitungen, die einen verfolgen konnten, wie Zeitungen des 17. und 18. Jahrhunderts es getan hätten. Die Prinzessin, die aus dem väterlichen Palast floh, um einer Gewaltmaßnahme ihrer Stiefmutter oder ihres greisen Vaters zu entgehen – Gewalt regierte den unchristlichen Raum – musste unverzüglich, um sich zu schützen, eine männliche Identität unter falschen Kleidern annehmen. Keine Öffentlichkeit verhinderte solche Identitätswechsel. In der Regel war sie wenig später das Opfer einer versehentlichen Entführung durch Räuber oder Piraten, womit die Kette der Abenteuer begann, in denen sie zu neuem Ansehen kommen musste. Das Spiel um angenommene Identitäten niederen Standes (Versklavungen waren hier beliebt), machte diese Romane besonders spannend. Es eignete sich zu Lektionen in kluger Conduite, sprich in klugem Umgang mit sozialen Rollen. Gleichzeitig war ebendieses Spiel der Identitäten für jugendliche Leserinnen verlockend, die für die Dauer des Romans in Männerrollen sich größten Gefahren aussetzten. Willkür bestimmte die asiatischen Reiche – eine Willkür, die alles in den Schatten stellte, was junge Damen bürgerlichen oder adligen Standes von ihren Eltern etwa bei Verheiratungen wider Willen erdulden mussten.
Ein Spiel um irrige Identitäten gab vielen der asiatischen Romane zusätzlichen Reiz. Man mochte durchaus nicht der sein, für den man sich hielt: Als Kind mochte man bei einem Unfall oder in einer Intrige ausgetauscht worden sein. Die sich aus solchen Entdeckungen ergebenden Umschwünge, rückten die Frage nach der klugen Conduite, dem flexiblen Verhalten, mit dem sie zu bewältigen waren, in den Vordergrund, und sie lehrten, wie man aus neuen Situationen, denen man sich fügen musste, das beste machte.

## Weitere Geschichte
Die „asiatischen Romane“ des 17. Jahrhunderts nahmen anfänglich die führende Position unter den neuen „galanten“ Titeln ein. Als Ratgeber des modischen Verhaltens geriet die Produktion in eine erste Krise, als das Ideal um 1700 von den Lehrern auf die Schüler überwechselte. Studenten, die nach 1700 in aktuellen Moden brillieren wollten und zu diesem Zweck galante Romane schrieben, bevorzugten es, sich selbst und ihres Gleichen zu Romanhelden zu machen. Die Mode asiatischer Romane erfuhr einen weiteren Schlag mit der Übersetzung der Geschichten aus Tausendundeiner Nacht (1704–1717) ins Französische und von dort ins Deutsche und ins Englische. Mit den originalen arabischen Geschichten lag eine überraschend andere Produktion asiatischer Romane vor, eine, die das herkömmliche Genre als eines der europäischen Phantasien aufscheinen ließ. Die original-arabischen Geschichten wurden unverzüglich von europäischen Autoren als viel authentischere imitiert. Beliebt wurden im selben Prozess fiktive „asiatische“ Beobachtungen des Lebens in Europa. Montesquieu setzte hier mit seinen Lettres persanes, den Persische Briefe (1722) den Meilenstein.
Aus dem asiatischen Roman wurde auf dem Weg ins 19. Jahrhundert ein neuer „Orientroman“, in dem die kulturelle Auseinandersetzung (angeblich) von Interesse war. Das alte Genre lebt heute in trivialen Bereichen fort und wechselte dabei das Genre: „Sandalenfilme“ Hollywoods bewahren in letzter Konsequenz viel der Rezeptionsgenüsse und des Erschreckens über eine willkürliche vorchristliche Machtausübung, mit dem sich das originäre Genre „Asiatischer Romane“ verkaufte.

## Titel (Auswahl)
- August Bohse, Die Unglückselige Princessin Arsinöe, Welche durch eine sehr angenehme Liebes-Geschichte sowohl in seltzsamen Staats- und Glücks-Verwirrungen [...] von Talandern (1687)
- Heinrich Anselm von Ziegler und Kliphausen, Die Asiatische Banise, Oder Das blutig- doch muthige Pegu [...] Auffgesetzet von H. A. v. Z u. K. (Leipzig: Joh. Fr. Gleditsch 1689).
- August Bohse, Die getreue Sklavin Doris [...] von Talandern (1696).
- Johann Leonhard Rost, Die unglückseelige Atalanta [...] von Meletaon (Frankfurt/Leipzig: W. Michahelles, 1708).
- Johann Leonhard Rost, Der Durchlauchtigste Hermiontes [...] von Meletaon (Nürnberg: J. Albrecht, 1714).
- Die Liebes-Geschichte der durchlauchtigsten Prinzeßin Medea aus Cypern [...] von Ormenio (1719).